# Regeringen Hagerup II
Regeringen Hagerup II var en norsk regering som tillträdde den 22 oktober 1903. Det var en koalitionsregering med Samlingspartiet, Venstre och Høyre. Statsminister var Francis Hagerup  och Norges statsminister i Stockholm var Sigurd Ibsen. 
Två av statsråden (Christian Michelsen och Jakob Schøning) lämnade in avskedsansökan den 28 februari 1905, och de övriga statsråden dagen efter. Regeringen avgick den 11 mars 1905, men Michelsen drog tillbaka sin avskedsansökan.